# Gran Premi d'Alemanya del 1963
Resultats del Gran Premi d'Alemanya de Fórmula 1 de la temporada 1963, disputat al circuit de Nürburgring el 4 d'agost del 1963.

## Resultats
| Pos | No | Pilot                   | Equip            | Voltes | Temps/ Retirada | Pos. de sortida | Punts |
| --- | -- | ----------------------- | ---------------- | ------ | --------------- | --------------- | ----- |
| 1   | 7  | John Surtees            | Ferrari          | 15     | 2h 13' 06. 8    | 2               | 9     |
| 2   | 3  | Jim Clark               | Lotus - Climax   | 15     | + 1' 17.5 min.  | 1               | 6     |
| 3   | 2  | Richie Ginther          | BRM              | 15     | + 2' 44.9 min.  | 6               | 4     |
| 4   | 26 | Gerhard Mitter          | Porsche          | 15     | + 8' 11.5 min.  | 15              | 3     |
| 5   | 20 | Jim Hall                | Lotus - BRM      | 14     | + 1 Volta       | 16              | 2     |
| 6   | 16 | Jo Bonnier              | Cooper - Climax  | 14     | + 1 Volta       | 12              | 1     |
| 7   | 9  | Jack Brabham            | Brabham - Climax | 14     | + 1 Volta       | 8               |       |
| 8   | 4  | Trevor Taylor           | Lotus - Climax   | 14     | + 1 Volta       | 18              |       |
| 9   | 18 | Jo Siffert              | Lotus - BRM      | 10     | Diferencial     | 9               |       |
| 10  | 28 | Bernard Collomb         | Lotus - Climax   | 10     | + 5 Voltes      | 21              |       |
| Ret | 17 | Carel Godin de Beaufort | Porsche          | 9      | Rodes           | 17              |       |
| Ret | 6  | Tony Maggs              | Cooper - Climax  | 7      | Motor           | 10              |       |
| Ret | 10 | Dan Gurney              | Brabham - Climax | 6      | Caixa canvi     | 13              |       |
| Ret | 22 | Mario de Araujo Cabral  | Cooper - Climax  | 6      | Caixa canvi     | 20              |       |
| Ret | 24 | Ian Burgess             | Scirocco - BRM   | 5      | Direcció        | 19              |       |
| Ret | 23 | Tony Settember          | Scirocco - BRM   | 5      | Accident        | 22              |       |
| Ret | 5  | Bruce McLaren           | Cooper - Climax  | 3      | Accident        | 5               |       |
| Ret | 1  | Graham Hill             | BRM              | 2      | Caixa canvi     | 4               |       |
| Ret | 21 | Chris Amon              | Lola - Climax    | 1      | Accident        | 14              |       |
| Ret | 8  | Willy Mairesse          | Ferrari          | 1      | Accident        | 7               |       |
| Ret | 14 | Innes Ireland           | Lotus - BRM      | 1      | Accident        | 11              |       |
| Ret | 15 | Lorenzo Bandini         | BRM              | 0      | Accident        | 3               |       |
| NVQ | 29 | Andre Pilette           | Lotus - Climax   |        |                 |                 |       |
| NVQ | 25 | Ian Raby                | Gilby - BRM      |        |                 |                 |       |
| NVQ | 30 | Tim Parnell             | Lotus - Climax   |        |                 |                 |       |
| NVQ | 27 | Kurt Kuhnke             | Lotus - Borgward |        |                 |                 |       |

## Altres
- Pole: Jim Clark 8' 45. 8

- Volta ràpida: John Surtees 8' 47. 0 (a la volta 9)